# Рошель Хьюмс
Рошель Юла Айлін Г'юмс (до шлюбу Вайзман) (англ. Rochelle Eulah Eileen Humes; нар. 21 березня 1989, Баркінг і Дагенем, Лондон, Велика Британія) — британська співачка, авторка пісень та танцівниця, колишня учасниця британських поп-гуртів S Club Juniors та The Saturdays.
Народилася 21 березня 1989 у лондонському боро Баркінг і Дагенем. Її батько ямайського походження, а мати британка. Батьки розлучилися, коли їй було 3 роки.
У 2007 стала однією із п'яти вокалісток британського поп-гурту The Saturdays. До 2014 записала і випустила із гуртом чотири студійні альбоми: «Chasing Lights» (2008), «Wordshaker» (2009), «On Your Radar» (2011) та «Living for the Weekend» (2013).
У 2011 заручилася із учасником британського гурту JLS Марвіном Г'юмсом. Одружилася 27 липня 2012. Народила дочок Алейю-Мей (20 травня 2013) та Валентину Рейн (10 березня 2017).

## Дискографія
S Club 8
- Together (2002)
- Sundown (2003)

The Saturdays
- Chasing Lights (2008)
- Wordshaker (2009)
- Headlines! (2010)
- On Your Radar (2011)
- Living for the Weekend (2013)